# Херренхоф
Херренхоф (нем. Herrenhof) — община в Германии, в земле Тюрингия. 
Входит в состав района Гота. Подчиняется управлению Апфельштедтауэ. Население составляет 784 человека (на 31 декабря 2010 года). Занимает площадь 4,40 км².